# Willem Jan van Doorn
Willem Jan van Doorn (Terneuzen, 26 september 1918 – Oud-Vossemeer, 31 december 1982) was een Nederlands politicus van de CHU.
Hij was commies bij de gemeentesecretarie van Hulst voor hij in juni 1952 benoemd werd tot burgemeester van Poortvliet. Midden 1971 ging Poortvliet met andere buurgemeenten op in de nieuwe gemeente Tholen waarmee zijn functie kwam ter vervallen. In april 1972 werd Van Doorn benoemd tot burgemeester van de gemeenten Kamerik en Zegveld. In verband met gezondheidsredenen werd hem midden 1980 ontslag verleend en eind 1982 overleed hij op 64-jarige leeftijd.